# Astracantha baytopiana
Astracantha baytopiana là một loài thực vật có hoa trong họ Đậu. Loài này được (Chamberlain & V. Matthews) Greuter & Burdet miêu tả khoa học đầu tiên năm 1989.